# ماري لويز كاشنيتز

مَارِيّ لُوِيز كَاشنيِتز (بالألمانية: Marie Luise Kaschnitz) (1901-1974) أدِيبة ألمانِيّة. كَتبت نثراً، وشِّعراً فَترة أدب الحُطام. إِستهَلّت مَارِيّ كَاشنيِتز أعمالٌها الأدبيّة برِواية «يبدأ الحُبّ» عام 1933. وقد كُرِمَت بالعديد من الجوائِز الأدبيّة، مِنهَا جائِزة الأديب الكبير غوته التي تمنّحها مدينة فرانكفورت، وجائِزة جورج بوشنر، أرفع جائِزة تُمنّح لتكريم الأُدباء في الوسط الثقافيّ النَّاطِقُ باللُّغة الألمانِيّة.

## انظُر أيضاً
- أدب ألمانيا
- قائمة باسماء الكتاب الألمان

## وصلات خارجية
- ماري لويز كاشنيتز على موقع IMDb (الإنجليزية)
- ماري لويز كاشنيتز على موقع الموسوعة البريطانية (الإنجليزية)
- ماري لويز كاشنيتز على موقع مونزينجر (الألمانية)
- ماري لويز كاشنيتز على موقع ميوزك برينز (الإنجليزية)
- ماري لويز كاشنيتز على موقع ديسكوغز (الإنجليزية)

- السّيرة الذّاتِيّة لمَارِيّ لُوِيز كَاشنيِتز (باللُّغة الألمانِيّة).
- قائِمةٌ كُتُب ومؤلَّفات مَارِيّ لُوِيز كَاشنيِتز (فِهرِس المكتبة الوطنيّة الألمانِيّة).
- قائِمةٌ كُتُب ومؤلَّفات مَارِيّ لُوِيز كَاشنيِتز (فِهرِس المكتبة الرقميّة الألمانِيّة).